# Lamprotornis acuticaudus
El estornino colifino o estornino brillante cola de flecha (Lamprotornis acuticaudus) es una especie de ave paseriforme de la familia Sturnidae propia de África subsahariana.

## Descripción
Mide entre 21 y 25 cm longitud, pesa de 61 a 76 gramos y tiene una envergadura de 12,3 cm en promedio. El plumaje es predominantemente de color verde metálico brillante con un parche ocular negro azulado. Tiene la cola en forma de cuña con una longitud de aproximadamente 8,2 a 10,4 cm. Las alas también presentan un brillo verdoso, con un estrecho borde morado en las plumas, mientras que el dorso tiene un tono ligeramente más azul. El iris es de color rojo o naranja.

## Distribución y hábitat
La subespecie nominal L. a. acuticaudus se distribuye en el centro, norte y este de Angola, el oeste y norte de Zambia, el sur de la República Democrática del Congo y en el noroeste de Tanzania. La subespecie L. a. ecki se encuentra en el sur de Angola y el noreste de Namibia, hasta el valle de Okavango, así como en el extremo noroeste de Botsuana.
Su hábitat consiste principalmente en miombos forestales caducifolios y especies de Brachystegia en zonas de mayor altitud, como en Angola, así como árboles de mopane (Colophospermum mopane) en el valle de Kunene. En Zambia, su hábitat se superpone en gran parte al del estornino de Swainson (Lamprotornis chloropterus), con sabanas más secas, abiertas, ligeramente arboladas, arbustos y tierras de cultivo.